# تپه گورستان نال اشکنه (تپه گورستان کلاشی)
تپه قبرستان نال اشکنه (تپه قبرستان کلاشی) در شهرستان سرپل ذهاب، بخش مرکزی، دهستان حومه سرپل، ۸۰۰ متری شرق روستای تپه رش کلاشی واقع شده و این اثر در تاریخ ۱۸ اسفند ۱۳۸۷ با شمارهٔ ثبت ۲۴۹۱۰ به‌عنوان یکی از آثار ملی ایران به ثبت رسیده است.